# Journée internationale de la traduction
La Journée internationale de la traduction est une journée internationale célébrée chaque année, en principe le 30 septembre lors de la fête de saint Jérôme, le traducteur de la Bible, considéré comme le saint patron des traducteurs.
La Fédération internationale des traducteurs (FIT) célèbre cette fête depuis sa fondation en 1953.
En 1991, elle a lancé l'idée d'une Journée mondiale de la traduction officiellement reconnue pour montrer la solidarité de la communauté des traducteurs dans le monde entier afin de promouvoir les métiers de la traduction dans les différents pays.
À l’occasion de cette fête, l’UNESCO et les Nations unies demandent aux États membres de soutenir l’initiative et de protéger la richesse des langues de la planète parce que, selon la Déclaration universelle sur la diversité culturelle : « la diversité culturelle est aussi nécessaire pour le genre humain que la biodiversité dans l’ordre du vivant ».